# Yasmine Hanani
Yasmine Hanani (urodzona jako Jameela Yasmine Hannaney, 5 czerwca 1980 w Baltimore w USA) – amerykańska aktorka. Znana głównie z dramatu Bitwa o Irak z 2008 roku.

## Filmografia
- Bitwa o Irak (2008)
- Królestwo (2007)
- Kemo Sabe (2007)
- Humor Orientu (2005)
- Spartan (2004)